# Кара-Шоро (Узген)
«Кара-Шоро» (кирг. Кара-Шоро) — киргизський футбольний клуб, який представляє с.Ала-Бука.

## Історія
Футбольний клуб «Кара-Шоро» було засновано не пізніше 2002 року в місті Узген. У сезоні 2002 року команда посіла останнє місце у Вищій лізі чемпіонату Киргизстану посіла останнє 10-те місце та мала б вилетіти до Першої ліги, але у зв'язку з тим, що з наступного сезону ліга мала розділитися на дві зони за територіальним принципом («Північ» та «Південь»), а чемпіонат мав отримати дворівневу систему, то команда продовжила свої виступи і в наступному сезоні, але навіть у своїй територіальній зоні («Південь») «Кара-Шоро» посів останнє 7-ме місце та вилетів до Першої ліги. У національному кубку найкращим досягненням команд став вихід до 1/4 фіналу турніру, в якому «Кара-Шоро» поступився «Динамо-Алай» (Ош) з рахунком 2:4. Надалі клуб також брав участь в національному кубку, але щоразу припиняв боротьбу вже в тому ж раунді, з якого починав свій турнірний шлях.

## Досягнення
- Кубок Киргизстану
  - 1/4 фіналу (1): 2002

## Результати виступів у національному кубку
- 2002: 1/4 фіналу
- 2003: 1/8 фіналу
- 2005: 1/32 фіналу
- 2008: 1/16 фіналу
- 2009: 1/32 фіналу

## Відомі гравці
- Нурлан Абдилдаєв
- Дильмурат Гапаров
- Дмитро Докучаєв
- Руслан Жусуєв
- Тохірджон Каїмов
- Ільхомжан Карабаєв
- Канатбек Мамаєв
- Манапжан Мамасадиков
- Максим Маскин
- Тохір Мірзаєв
- Ойбек Нарматов
- Атобек Насиров
- Олимжан Номанов
- Ісломиддін Садиков
- Акмалжан Тилебалдієв
- Хайрулло Тилебалдієв
- Абдумалік Токтобаєв
- Шерзод Умеков
- Алтинбек Ураїмов
- Абдушукур Хайдаров
- Жохангір Холмірзаєв
- Олександр Чучкин
- Бекматжан Шакірбаєв
- Ділшодбек Юлдашев
- Азіз Якубжанов